# 长棘天竺鲷
长棘天竺鲷（学名：Apogon doryssa），俗名大目側仔，为輻鰭魚綱鈎頭魚目天竺鲷科天竺鯛屬的其中一種。

## 分布
本魚分布于印度太平洋區，包括葛摩、馬爾地夫、聖誕島、日本、台灣、印尼、菲律賓、澳洲、斐濟、關島、萨摩亚群岛、馬里亞納群島、新喀里多尼亞、馬紹爾群島、東加、法屬波里尼西亞等海域。该物种的模式产地在萨摩亚。
水深4至21公尺。

## 特徵
本魚體延長而側扁，眼大，口大略下位。魚體透名呈淡紅色，背鰭、臀鰭及尾鰭上下葉呈橘色，尾鰭凹入，側線明顯，第一背鰭的第二根棘厚而高, 幾乎至第二背鰭基底的末端，背鰭硬棘7枚；背鰭軟條9枚； 臀鰭硬棘2枚；臀鰭軟條8枚，體長可達8公分。

## 生態
本魚棲息於礁石平台、潟湖或鄰海礁石，白天躲藏於岩縫中，夜間出來覓食，屬肉食性，以浮游生物為食。繁殖期時，雄魚具有口孵習性，卵約7日化成仔魚，由雄魚吐出，具短暫的仔魚飄浮期。

## 經濟利用
不具經濟價值。

## 外部連結
- Froese, R. & Pauly, D. (eds.) (2011). Apogon doryssa. FishBase. Version 2011-12.

## 扩展阅读
維基物種上的相關：长棘天竺鲷